# Brinta
Brinta (https://brinta.com/pt) é uma plataforma de automação fiscal que apoia empresas em processos relacionados à conformidade tributária. Fundada em março de 2023, a empresa oferece ferramentas voltadas para otimizar o gerenciamento de tributos no Brasil e em outros países da América Latina.

## História
A Brinta foi criada por dois ex-executivos da DLocal com a proposta de trazer mais eficiência ao processo de compliance fiscal, inicialmente na América Latina. A empresa é liderada Michel Golffed e Rodrigo Sanchez. No Brasil, a empresa é liderada por Sergio Alexandre Morganti, que assumiu o cargo de General Manager no Brasil em janeiro de 2024.
Em 2023, a Brinta realizou uma rodada de investimento Seed, captando R$ 25 milhões (US$ 5 milhões), liderada pelo fundo de venture capital Kaszek Ventures, com a participação da DST Global Partners. Esse financiamento foi destinado a impulsionar a expansão da plataforma de automação fiscal da empresa, além de aperfeiçoar suas funcionalidades.

## Produtos e Serviços
A plataforma de automação fiscal da Brinta oferece uma gama de funcionalidades que visam facilitar o cumprimento das obrigações fiscais. Entre elas estão:
- Automação de cálculos fiscais complexos (Determinação de impostos)
- Apuração, preparo, cruzamento e transmissão de obrigações acessórias
- Integração com sistemas ERP
- Relatórios e dashboards para acompanhamento da conformidade fiscal
- Funcionalidade de mensageria, que permite a emissão e captura de notas fiscais e invoices

Essas soluções são projetadas para atender empresas de diferentes portes, otimizando processos e minimizando o risco de erros manuais.

## Parcerias
A Brinta também busca expandir seu ecossistema por meio de parcerias estratégicas, incluindo revendedores de solução embarcadas e provedores de serviços profissionais, além de empresas que utilizam a plataforma de automação fiscal em operações de BPO. O objetivo é ampliar o alcance da plataforma e contribuir para a digitalização do compliance fiscal.

## Expansão no Brasil e América Latina
Desde o início de 2024, a Brinta tem ampliado suas operações no Brasil, sob a liderança de Sergio Alexandre Morganti. Com uma abordagem voltada para a inovação na área fiscal, a empresa oferece uma solução robusta que atende grandes e médias empresas, que enfrentam os desafios do complexo sistema tributário brasileiro. A expectativa é que, com o apoio de seus investidores, a Brinta continue sua expansão para além da América Latina.

## Investidores
A Brinta é apoiada por importantes fundos de investimento que atuam no setor de tecnologia:
- Kaszek Ventures: Um dos principais fundos de venture capital da América Latina, focado em startups de tecnologia.
- DST Global Partners: Um fundo de investimento global que apoia empresas de alto crescimento.